# Commonwealth Games 1994/Leichtathletik
Bei den Commonwealth Games 1994 in Victoria wurden in der Leichtathletik zwischen dem 22. und 28. August insgesamt 42 Wettbewerbe veranstaltet, davon 23 für Männer und 19 für Frauen. Austragungsort war das Centennial Stadium.

## Männer

### 100-Meter-Lauf
| Platz | Athlet            | Land | Zeit (s) |
| ----- | ----------------- | ---- | -------- |
| 1     | Linford Christie  | ENG  | 09,91    |
| 2     | Michael Green     | JAM  | 10,05    |
| 3     | Frank Fredericks  | NAM  | 10,06    |
| 4     | Ato Boldon        | TRI  | 10,07    |
| 5     | Glenroy Gilbert   | CAN  | 10,11    |
| 6     | Olapade Adeniken  | NGR  | 10,11    |
| 7     | Augustine Nketia  | NZL  | 10,42    |
|       | Horace Dove-Edwin | SLE  | DQ       |

Finale: 23. August
Wind: 1,9 m/s
Horace Dove-Edwin lief in 10,02 s auf dem zweiten Platz ein, wurde aber disqualifiziert, nachdem man ihn des Dopings mit Stanozolol überführte.

### 200-Meter-Lauf
| Platz | Athlet           | Land | Zeit (s) |
| ----- | ---------------- | ---- | -------- |
| 1     | Frank Fredericks | NAM  | 19,97    |
| 2     | John Regis       | ENG  | 20,25    |
| 3     | Daniel Effiong   | NGR  | 20,40    |
| 4     | Damien Marsh     | AUS  | 20,54    |
| 5     | Terry Williams   | ENG  | 20,62    |
| 6     | Oluyemi Kayode   | NGR  | 20,64    |
| 7     | Steve Brimacombe | AUS  | 20,67    |
| 8     | Troy Douglas     | BER  | 20,71    |

Finale: 26. August
Wind: 1,5 m/s

### 400-Meter-Lauf
| Platz | Athlet          | Land | Zeit (s) |
| ----- | --------------- | ---- | -------- |
| 1     | Charles Gitonga | KEN  | 45,00    |
| 2     | Du’aine Ladejo  | ENG  | 45,11    |
| 3     | Sunday Bada     | NGR  | 45,45    |
| 4     | Paul Greene     | AUS  | 45,50    |
| 5     | Patrick Delice  | TRI  | 45,89    |
| 6     | Eswort Coombs   | VIN  | 45,96    |
| 7     | Neil de Silva   | TRI  | 46,27    |
| 8     | Bobang Phiri    | RSA  | 46,35    |

Finale: 23. August

### 800-Meter-Lauf
| Platz | Athlet               | Land | Zeit (min) |
| ----- | -------------------- | ---- | ---------- |
| 1     | Patrick Konchellah   | KEN  | 1:45,18    |
| 2     | Hezekiél Sepeng      | RSA  | 1:45,76    |
| 3     | Savieri Ngidhi       | ZIM  | 1:46,06    |
| 4     | Craig Winrow         | ENG  | 1:46,91    |
| 5     | Brendan Hanigan      | AUS  | 1:47,24    |
| 6     | William Kimaru Serem | KEN  | 1:47,30    |
| 7     | Martin Steele        | ENG  | 1:48,04    |
| 8     | Tom McKean           | SCO  | 1:50,81    |

Finale: 26. August

### 1500-Meter-Lauf
| Platz | Athlet                 | Land | Zeit (min) |
| ----- | ---------------------- | ---- | ---------- |
| 1     | Reuben Chesang Kambich | KEN  | 3:36,70    |
| 2     | Kevin Sullivan         | CAN  | 3:36,78    |
| 3     | John Mayock            | ENG  | 3:37,22    |
| 4     | Whaddon Niewoudt       | RSA  | 3:37,96    |
| 5     | Julius Kipkoech        | KEN  | 3:38,10    |
| 6     | Brian Treacy           | NIR  | 3:38,93    |
| 7     | Steve Green            | JAM  | 3:39,19    |
| 8     | Kevin McKay            | ENG  | 3:39,72    |

Finale: 28. August

### 5000-Meter-Lauf
| Platz | Athlet           | Land | Zeit (min) |
| ----- | ---------------- | ---- | ---------- |
| 1     | Robert Denmark   | ENG  | 13:23,00   |
| 2     | Philemon Hanneck | ZIM  | 13:23,20   |
| 3     | John Nuttall     | ENG  | 13:23,54   |
| 4     | Jon Brown        | ENG  | 13:23,96   |
| 5     | Philip Mosima    | KEN  | 13:24,07   |
| 6     | Jonathan Wyatt   | NZL  | 13:35,46   |
| 7     | Paul Kipsambu    | KEN  | 13:39,53   |
| 8     | Justin Hobbs     | WAL  | 13:45,53   |

Finale: 24. August

### 10.000-Meter-Lauf
| Platz | Athlet                | Land | Zeit (min) |
| ----- | --------------------- | ---- | ---------- |
| 1     | Lameck Aguta          | KEN  | 28:38,22   |
| 2     | Tendai Chimusasa      | ZIM  | 28:47,72   |
| 3     | Fackson Nkandu        | ZAM  | 28:51,72   |
| 4     | Martin Jones          | ENG  | 29:08,53   |
| 5     | Peter Fonseca         | CAN  | 29:14,85   |
| 6     | Eamonn Martin         | ENG  | 29:15,81   |
| 7     | Murusamy Ramachandran | MAS  | 29:30,19   |
| 8     | Paul Patrick          | AUS  | 29:35,95   |

27. August

### Marathon
| Platz | Athlet           | Land | Zeit (h) |
| ----- | ---------------- | ---- | -------- |
| 1     | Steve Moneghetti | AUS  | 2:11:49  |
| 2     | Sean Quilty      | AUS  | 2:14:57  |
| 3     | Mark Hudspith    | ENG  | 2:15:11  |
| 4     | Dale Rixon       | WAL  | 2:16:15  |
| 5     | Patrick Carroll  | AUS  | 2:16:27  |
| 6     | Nicholas Kioko   | KEN  | 2:16:37  |
| 7     | Carey Nelson     | CAN  | 2:16:52  |
| 8     | Colin Moore      | ENG  | 2:18:07  |

28. August

### 30 km Gehen
| Platz | Athlet            | Land | Zeit (h) |
| ----- | ----------------- | ---- | -------- |
| 1     | Nicholas A’Hern   | AUS  | 2:07:53  |
| 2     | Tim Berrett       | CAN  | 2:08:22  |
| 3     | Scott Nelson      | NZL  | 2:09:10  |
| 4     | Darrell Stone     | ENG  | 2:11:30  |
| 5     | Martin St. Pierre | CAN  | 2:11:51  |
| 6     | Simon Baker       | AUS  | 2:14:02  |
| 7     | Steve Partington  | IOM  | 2:14:15  |
| 8     | Craig Barrett     | NZL  | 2:14:19  |

25. August

### 110-Meter-Hürdenlauf
| Platz | Athlet           | Land | Zeit (s) |
| ----- | ---------------- | ---- | -------- |
| 1     | Colin Jackson    | WAL  | 13,08    |
| 2     | Tony Jarrett     | ENG  | 13,22    |
| 3     | Paul Gray        | WAL  | 13,54    |
| 4     | Andrew Tulloch   | ENG  | 13,69    |
| 5     | Kyle Vander Kuyp | AUS  | 13,75    |
| 6     | Ken Campbell     | SCO  | 13,86    |
| 7     | Tim Kroeker      | CAN  | 13,93    |
|       | Robert Foster    | JAM  | DQ       |

Finale: 23. August
Wind: 1,6 m/s
Robert Foster belegte mit 13,78 s zunächst den sechsten Platz, wurde dann aber wegen der Verwendung von Ephedrin disqualifiziert.

### 400-Meter-Hürdenlauf
| Platz | Athlet          | Land | Zeit (s) |
| ----- | --------------- | ---- | -------- |
| 1     | Samuel Matete   | ZAM  | 48,67    |
| 2     | Gideon Biwott   | KEN  | 49,43    |
| 3     | Barnabas Kinyor | KEN  | 49,50    |
| 4     | Gary Cadogan    | ENG  | 49,71    |
| 5     | Rohan Robinson  | AUS  | 49,76    |
| 6     | Ken Harnden     | ZIM  | 50,02    |
| 7     | Peter Crampton  | ENG  | 50,37    |
| 8     | Ian Weakley     | JAM  | 51,25    |

Finale: 26. August

### 3000-Meter-Hindernislauf
| Platz | Athlet             | Land | Zeit (min) |
| ----- | ------------------ | ---- | ---------- |
| 1     | Johnstone Kipkoech | KEN  | 8:14,72    |
| 2     | Gideon Chirchir    | KEN  | 8:15,25    |
| 3     | Graeme Fell        | CAN  | 8:23,28    |
| 4     | Colin Walker       | ENG  | 8:27,78    |
| 5     | Tom Buckner        | ENG  | 8:29,84    |
| 6     | Joël Bourgeois     | CAN  | 8:31,19    |
| 7     | Justin Chaston     | WAL  | 8:32,20    |
| 8     | Paul Chemase       | KEN  | 8:35,31    |

23. August

### 4-mal-100-Meter-Staffel
| Platz | Land       | Athleten                                                          | Zeit (s) |
| ----- | ---------- | ----------------------------------------------------------------- | -------- |
| 1     | Kanada     | Donovan Bailey Carlton Chambers Glenroy Gilbert Bruny Surin       | 38,39    |
| 2     | Australien | Shane Naylor Tim Jackson Paul Henderson Damien Marsh              | 38,88    |
| 3     | England    | Jason John Toby Box Philip Goedluck Terry Williams                | 39,39    |
| 4     | Jamaika    | Garth Robinson Warren Johnson John Mair Leon Gordon               | 39,44    |
| 5     | Schottland | Elliot Bunney Ian Mackie Jamie Henderson Douglas Walker           | 39,56    |
| 6     | Ghana      | Christian Nsiah Eric Nkansah Salaam Gariba Nelson Boateng         | 39,79    |
| 7     | Gambia     | Abdurahman Jallow Samuel Johnson Ebrima Bojang Abdoulie Janneh    | 41,54    |
| 8     | Botswana   | Jwagamang Karesaza Justice Dipeba Kenneth Moima Moatshe Molebatsi | 41,55    |

### 4-mal-400-Meter-Staffel
| Platz | Land                | Athleten                                                      | Zeit (min) |
| ----- | ------------------- | ------------------------------------------------------------- | ---------- |
| 1     | England             | David McKenzie Peter Crampton Adrian Patrick Du’aine Ladejo   | 3:02,14    |
| 2     | Jamaika             | Orville Taylor Dennis Blake Linval Laird Garth Robinson       | 3:02,32    |
| 3     | Trinidad und Tobago | Patrick Delice Neil de Silva Hayden Stephen Ian Morris        | 3:02,78    |
| 4     | Nigeria             | Omokaro Alohan Olapade Adeniken Emmanuel Okoli Sunday Bada    | 3:03,06    |
| 5     | Australien          | Mark Moresi Brett Callaghan Michael Joubert Paul Greene       | 3:03,46    |
| 6     | Südafrika           | Hermanus De Jager Arnaud Malherbe Riaan Dempers Bobang Phiri  | 3:03,87    |
| 7     | Wales               | Peter Maitland Jamie Baulch Paul Gray Iwan Thomas             | 3:07,80    |
|       | Kenia               | Abednego Matilu Gideon Biwott Julius Chepkwony Joseph Gikonyo | DQ         |

### Hochsprung
| Platz | Athlet            | Land | Höhe (m) |
| ----- | ----------------- | ---- | -------- |
| 1     | Tim Forsyth       | AUS  | 2,32     |
| 2     | Steve Smith       | ENG  | 2,32     |
| 3     | Geoff Parsons     | SCO  | 2,31     |
| 4     | Cory Siermachesky | CAN  | 2,28     |
| 5     | Dalton Grant      | ENG  | 2,28     |
| 6     | Lochsley Thomson  | AUS  | 2,28     |
| 7     | Brendan Reilly    | ENG  | 2,25     |
| 7     | Richard Duncan    | CAN  | 2,25     |

Finale: 26. August

### Stabhochsprung
| Platz | Athlet           | Land | Höhe (m) |
| ----- | ---------------- | ---- | -------- |
| 1     | Neil Winter      | WAL  | 5,40     |
| 2     | Curtis Heywood   | CAN  | 5,30     |
| 3     | James Miller     | AUS  | 5,30     |
| 4     | Photis Stefani   | CYP  | 5,30     |
| 5     | Mike Edwards     | ENG  | 5,20     |
| 6     | Andy Ashurst     | ENG  | 5,20     |
| 7     | Gregory Halliday | AUS  | 5,20     |
| 8     | Nick Buckfield   | ENG  | 5,20     |

27. August

### Weitsprung
| Platz | Athlet          | Land | Weite (m) |
| ----- | --------------- | ---- | --------- |
| 1     | Obinna Eregbu   | NGR  | 8,05      |
| 2     | David Culbert   | AUS  | 8,00      |
| 3     | Ian James       | CAN  | 7,93      |
| 4     | Ayodele Aladefa | NGR  | 7,93      |
| 5     | Fred Salle      | ENG  | 7,88      |
| 6     | Jai Taurima     | AUS  | 7,87      |
| 7     | Jérôme Romain   | DMA  | 7,69      |
| 8     | Craig Hepburn   | BAH  | 7,65      |

Finale: 26. August

### Dreisprung
| Platz | Athlet                | Land | Weite (m) |
| ----- | --------------------- | ---- | --------- |
| 1     | Julian Golley         | ENG  | 17,03     |
| 2     | Jonathan Edwards      | ENG  | 17,00     |
| 3     | Brian Wellman         | BER  | 17,00     |
| 4     | Jérôme Romain         | DMA  | 16,61     |
| 5     | Edrick Floréal        | CAN  | 16,61     |
| 6     | Francis Agyepong      | ENG  | 16,33     |
| 7     | Ndabazinhle Mdhlongwa | ZIM  | 16,02     |
| 8     | James Sabulei         | KEN  | 15,99     |

Finale: 28. August

### Kugelstoßen
| Platz | Athlet            | Land | Weite (m) |
| ----- | ----------------- | ---- | --------- |
| 1     | Matthew Simson    | ENG  | 19,49     |
| 2     | Courtney Ireland  | NZL  | 19,38     |
| 3     | Chima Ugwu        | NGR  | 19,26     |
| 4     | Carel Le Roux     | RSA  | 18,50     |
| 5     | Scott Cappos      | CAN  | 18,35     |
| 6     | Burger Lambrechts | RSA  | 18,15     |
| 7     | Nigel Spratley    | ENG  | 17,96     |
| 8     | John Minns        | AUS  | 17,96     |

28. August

### Diskuswurf
| Platz | Athlet          | Land | Weite (m) |
| ----- | --------------- | ---- | --------- |
| 1     | Werner Reiterer | AUS  | 62,76     |
| 2     | Adewale Olukoju | NGR  | 62,46     |
| 3     | Robert Weir     | ENG  | 60,86     |
| 4     | Martin Swart    | RSA  | 56,42     |
| 5     | Frits Potgieter | RSA  | 56,10     |
| 6     | Glen Smith      | ENG  | 55,84     |
| 7     | Ray Lazdins     | CAN  | 55,60     |
| 8     | Darrin Morris   | SCO  | 54,98     |

26. August

### Hammerwurf
| Platz | Athlet                | Land | Weite (m) |
| ----- | --------------------- | ---- | --------- |
| 1     | Sean Carlin           | AUS  | 73,48     |
| 2     | Paul Head             | ENG  | 70,18     |
| 3     | Peter Vivian          | ENG  | 69,80     |
| 4     | Michael Jones         | ENG  | 68,42     |
| 5     | Angus Cooper          | NZL  | 67,92     |
| 6     | Boris Stoikos         | CAN  | 65,84     |
| 7     | John Stoikos          | CAN  | 64,62     |
| 8     | Demetri Dionisopoulos | AUS  | 63,52     |

22. August

### Speerwurf
| Platz | Athlet          | Land | Weite (m) |
| ----- | --------------- | ---- | --------- |
| 1     | Steve Backley   | ENG  | 82,74     |
| 2     | Mick Hill       | ENG  | 81,84     |
| 3     | Gavin Lovegrove | NZL  | 80,42     |
| 4     | Nigel Bevan     | WAL  | 80,38     |
| 5     | Louis Fouché    | RSA  | 77,00     |
| 6     | Andrew Currey   | AUS  | 74,88     |
| 7     | Mark Roberson   | ENG  | 73,78     |
| 8     | Phillip Spies   | RSA  | 72,70     |

28. August

### Zehnkampf
| Platz | Athlet         | Land | Punkte |
| ----- | -------------- | ---- | ------ |
| 1     | Mike Smith     | CAN  | 8326   |
| 2     | Peter Winter   | AUS  | 8074   |
| 3     | Simon Shirley  | ENG  | 7980   |
| 4     | Dean Smith     | AUS  | 7926   |
| 5     | Douglas Pirini | NZL  | 7840   |
| 6     | Rafer Joseph   | ENG  | 7663   |
| 7     | Alex Kruger    | ENG  | 7640   |
| 8     | Jamie Quarry   | SCO  | 7610   |

24. August

## Frauen

### 100-Meter-Lauf
| Platz | Athletin                 | Land | Zeit (s) |
| ----- | ------------------------ | ---- | -------- |
| 1     | Mary Onyali              | NGR  | 11,06    |
| 2     | Christy Opara-Thompson   | NGR  | 11,22    |
| 3     | Paula Thomas             | ENG  | 11,23    |
| 4     | Melinda Gainsford-Taylor | AUS  | 11,31    |
| 5     | Dahlia Duhaney           | JAM  | 11,34    |
| 6     | Hermin Joseph            | DMA  | 11,36    |
| 7     | Mary Tombiri             | NGR  | 11,38    |
| 8     | Stephanie Douglas        | ENG  | 11,48    |

Finale: 23. August
Wind: -0,2 m/s

### 200-Meter-Lauf
| Platz | Athletin                 | Land | Zeit (s) |
| ----- | ------------------------ | ---- | -------- |
| 1     | Cathy Freeman            | AUS  | 22,25    |
| 2     | Mary Onyali              | NGR  | 22,35    |
| 3     | Melinda Gainsford-Taylor | AUS  | 22,68    |
| 4     | Paula Thomas             | ENG  | 22,69    |
| 5     | Pauline Davis            | BAH  | 22,77    |
| 6     | Dahlia Duhaney           | JAM  | 22,85    |
| 7     | Merlene Frazer           | JAM  | 23,18    |
| 8     | Geraldine McLeod         | ENG  | 23,52    |

Finale: 26. August
Wind: 1,3 m/s

### 400-Meter-Lauf
| Platz | Athletin        | Land | Zeit (s) |
| ----- | --------------- | ---- | -------- |
| 1     | Cathy Freeman   | AUS  | 50,38    |
| 2     | Fatima Yusuf    | NGR  | 50,53    |
| 3     | Sandie Richards | JAM  | 50,69    |
| 4     | Phylis Smith    | ENG  | 51,46    |
| 5     | Renée Poetschka | AUS  | 51,51    |
| 6     | Melanie Neef    | SCO  | 52,09    |
| 7     | Olabisi Afolabi | NGR  | 52,21    |
| 8     | Kylie Hanigan   | AUS  | 52,55    |

Finale: 23. August

### 800-Meter-Lauf
| Platz | Athletin            | Land | Zeit (min) |
| ----- | ------------------- | ---- | ---------- |
| 1     | Inez Turner         | JAM  | 2:01,74    |
| 2     | Charmaine Crooks    | CAN  | 2:02,35    |
| 3     | Gladys Wamuyu       | KEN  | 2:03,12    |
| 4     | Cathy Dawson        | WAL  | 2:03,17    |
| 5     | Salina Jebet Kosgei | KEN  | 2:03,78    |
| 6     | Lisa Lightfoot      | AUS  | 2:03,82    |
| 7     | Melanie Collins     | AUS  | 2:04,09    |
| 8     | Sandra Dawson       | AUS  | 2:04,41    |

Finale: 26. August

### 1500-Meter-Lauf
| Platz | Athletin         | Land | Zeit (min) |
| ----- | ---------------- | ---- | ---------- |
| 1     | Kelly Holmes     | ENG  | 4:08,86    |
| 2     | Paula Schnurr    | CAN  | 4:09,65    |
| 3     | Gwen Griffiths   | RSA  | 4:10,16    |
| 4     | Leah Pells       | CAN  | 4:10,82    |
| 5     | Margaret Leaney  | AUS  | 4:11,48    |
| 6     | Jackline Maranga | KEN  | 4:12,84    |
| 7     | Robyn Meagher    | CAN  | 4:13,91    |
| 8     | Julia Sakara     | ZIM  | 4:18,11    |

28. August

### 3000-Meter-Lauf
| Platz | Athletin        | Land | Zeit (min) |
| ----- | --------------- | ---- | ---------- |
| 1     | Angela Chalmers | CAN  | 8:32,17    |
| 2     | Robyn Meagher   | CAN  | 8:45,59    |
| 3     | Alison Wyeth    | ENG  | 8:47,98    |
| 4     | Sonia McGeorge  | ENG  | 8:54,91    |
| 5     | Susie Power     | AUS  | 8:59,23    |
| 6     | Rose Cheruiyot  | KEN  | 9:00,89    |
| 7     | Leah Pells      | CAN  | 9:03,66    |
| 8     | Laura Adam      | SCO  | 9:06,63    |

23. August

### 10.000-Meter-Lauf
| Platz | Athletin        | Land | Zeit (min) |
| ----- | --------------- | ---- | ---------- |
| 1     | Yvonne Murray   | SCO  | 31:56,97   |
| 2     | Elana Meyer     | RSA  | 32:06,02   |
| 3     | Jane Omoro      | KEN  | 32:13,01   |
| 4     | Suzanne Rigg    | ENG  | 33:01,40   |
| 5     | Vikki McPherson | SCO  | 33:02,74   |
| 6     | Ulla Marquette  | CAN  | 33:16,29   |
| 7     | Michelle Dillon | AUS  | 33:19,01   |
| 8     | Anne Hare       | NZL  | 33:19,66   |

24. August

### Marathon
| Platz | Athletin          | Land | Zeit (h) |
| ----- | ----------------- | ---- | -------- |
| 1     | Carole Rouillard  | CAN  | 2:30:41  |
| 2     | Lizanne Bussières | CAN  | 2:31:07  |
| 3     | Yvonne Danson     | ENG  | 2:32:24  |
| 4     | Karen MacLeod     | SCO  | 2:33:16  |
| 5     | Nyla Carroll      | NZL  | 2:34:03  |
| 6     | Angelina Kanana   | KEN  | 2:35:02  |
| 7     | Hayley Nash       | WAL  | 2:35:39  |
| 8     | Sally Ellis       | ENG  | 2:37:14  |

27. August

### 10 km Gehen
| Platz | Athletin          | Land | Zeit (min) |
| ----- | ----------------- | ---- | ---------- |
| 1     | Kerry Saxby-Junna | AUS  | 44:25      |
| 2     | Anne Manning      | AUS  | 44:37      |
| 3     | Janice McCaffrey  | CAN  | 44:54      |
| 4     | Holly Gerke       | CAN  | 45:43      |
| 5     | Victoria Lupton   | ENG  | 45:48      |
| 6     | Lisa Kehler       | ENG  | 46:01      |
| 7     | Verity Snook      | SCO  | 46:06      |
| 8     | Jane Saville      | AUS  | 47:14      |

25. August

### 100-Meter-Hürdenlauf
| Platz | Athletin             | Land | Zeit (s) |
| ----- | -------------------- | ---- | -------- |
| 1     | Michelle Freeman     | JAM  | 13,12    |
| 2     | Jackie Agyepong      | ENG  | 13,14    |
| 3     | Samantha Farquharson | ENG  | 13,38    |
| 4     | Dionne Rose          | JAM  | 13,42    |
| 5     | Donalda Duprey       | CAN  | 13,75    |
| 6     | Lesley Tashlin       | CAN  | 13,85    |
| 7     | Jane Flemming        | AUS  | 13,98    |
|       | Clova Court          | ENG  | DNF      |

Finale: 27. August
Wind: -2,0 m/s

### 400-Meter-Hürdenlauf
| Platz | Athletin              | Land | Zeit (s) |
| ----- | --------------------- | ---- | -------- |
| 1     | Sally Gunnell         | ENG  | 54,51    |
| 2     | Deon Hemmings         | JAM  | 55,11    |
| 3     | Debbie-Ann Parris     | JAM  | 55,25    |
| 4     | Donalda Duprey        | CAN  | 55,39    |
| 5     | Gowry Retchakan-Hodge | ENG  | 56,69    |
| 6     | Jacqui Parker         | ENG  | 56,72    |
| 7     | Karlene Haughton      | JAM  | 57,00    |
| 8     | Maria Usifo           | NGR  | 59,20    |

Finale: 26. August

### 4-mal-100-Meter-Staffel
| Platz | Land       | Athletinnen                                                        | Zeit (s) |
| ----- | ---------- | ------------------------------------------------------------------ | -------- |
| 1     | Nigeria    | Faith Idehen Mary Tombiri Christy Opara-Thompson Mary Onyali       | 42,99    |
| 2     | Australien | Monique Miers Cathy Freeman Melinda Gainsford-Taylor Kathy Sambell | 43,43    |
| 3     | England    | Stephanie Douglas Geraldine McLeod Simmone Jacobs Paula Thomas     | 43,46    |
| 4     | Jamaika    | Michelle Freeman Dionne Rose Merlene Frazer Dahlia Duhaney         | 43,51    |
| 5     | Bahamas    | Eldece Clarke Debbie Ferguson Dedra Davis Pauline Davis            | 44,89    |
| 6     | Kanada     | Tanja Reid Karen Clarke France Gareau Simone Tomlinson             | 45,15    |
| 7     | Ghana      | Doris Manu Agnes Nuamah Naomi Mills Mercy Addy                     | 45,72    |

### 4-mal-400-Meter-Staffel
| Platz | Land       | Athletinnen                                                   | Zeit (min) |
| ----- | ---------- | ------------------------------------------------------------- | ---------- |
| 1     | England    | Phylis Smith Tracy Joseph Linda Keough Sally Gunnell          | 3:27,06    |
| 2     | Jamaika    | Revoli Campbell Deon Hemmings Inez Turner Sandie Richards     | 3:27,63    |
| 3     | Kanada     | Alanna Yakiwchuk Stacey Bowen Donalda Duprey Charmaine Crooks | 3:32,52    |
| 4     | Ghana      | Hellena Wrappah Agnes Nuamah Gifty Abankwa Mercy Addy         | 3:47,49    |
|       | Australien | Lee Naylor Kylie Hanigan Renée Poetschka Cathy Freeman        | DQ         |
|       | Nigeria    | Olabisi Afolabi Omolade Akinremi Emily Odoemenam Fatima Yusuf | DQ         |

### Hochsprung
| Platz | Athletin          | Land | Höhe (m) |
| ----- | ----------------- | ---- | -------- |
| 1     | Alison Inverarity | AUS  | 1,94     |
| 2     | Charmaine Weavers | RSA  | 1,94     |
| 3     | Debbie Marti      | ENG  | 1,91     |
| 4     | Tania Dixon       | NZL  | 1,91     |
| 5     | Lea Haggett       | ENG  | 1,88     |
| 5     | Andrea Hughes     | AUS  | 1,88     |
| 7     | Julia Bennett     | ENG  | 1,85     |
| 8     | Sara McGladdery   | CAN  | 1,85     |

Finale: 27. August

### Weitsprung
| Platz | Athletin               | Land | Weite (m) |
| ----- | ---------------------- | ---- | --------- |
| 1     | Nicole Boegman         | AUS  | 6,82      |
| 2     | Yinka Idowu            | ENG  | 6,73      |
| 3     | Christy Opara-Thompson | NGR  | 6,72      |
| 4     | Jackie Edwards         | BAH  | 6,68      |
| 5     | Joanne Henry           | NZL  | 6,65      |
| 6     | Chantal Brunner        | NZL  | 6,63      |
| 7     | Dionne Rose            | JAM  | 6,47      |
| 8     | Denise Lewis           | ENG  | 6,32      |

Finale: 27. August

### Kugelstoßen
| Platz | Athletin                   | Land | Weite (m) |
| ----- | -------------------------- | ---- | --------- |
| 1     | Judy Oakes                 | ENG  | 18,16     |
| 2     | Myrtle Augee               | ENG  | 17,64     |
| 3     | Lisa-Marie Vizaniari       | AUS  | 16,61     |
| 4     | Georgette Reed             | CAN  | 16,45     |
| 5     | Christine King             | NZL  | 16,27     |
| 6     | Margaret Lynes             | ENG  | 16,23     |
| 7     | Alison Grey                | SCO  | 15,25     |
| 8     | Shannon Kekula-Kristiansen | CAN  | 14,98     |

24. August

### Diskuswurf
| Platz | Athletin             | Land | Weite (m) |
| ----- | -------------------- | ---- | --------- |
| 1     | Daniela Costian      | AUS  | 63,72     |
| 2     | Beatrice Faumuina    | NZL  | 57,12     |
| 3     | Lizette Etsebeth     | RSA  | 55,74     |
| 4     | Sharon Andrews       | ENG  | 55,34     |
| 5     | Jackie McKernan      | NIR  | 54,86     |
| 6     | Lisa-Marie Vizaniari | AUS  | 53,88     |
| 7     | Debbie Callaway      | ENG  | 53,16     |
| 8     | Theresa Brick        | CAN  | 52,12     |

23. August

### Speerwurf
| Platz | Athletin        | Land | Weite (m) |
| ----- | --------------- | ---- | --------- |
| 1     | Louise McPaul   | AUS  | 63,76     |
| 2     | Kirsten Hellier | NZL  | 60,40     |
| 3     | Sharon Gibson   | ENG  | 58,20     |
| 4     | Joanna Stone    | AUS  | 57,60     |
| 5     | Valerie Tulloch | CAN  | 57,26     |
| 6     | Kate Farrow     | AUS  | 56,98     |
| 7     | Laverne Eve     | BAH  | 55,54     |
| 8     | Kaye Nordstrom  | NZL  | 54,90     |

26. August

### Siebenkampf
| Platz | Athletin               | Land | Punkte |
| ----- | ---------------------- | ---- | ------ |
| 1     | Denise Lewis           | ENG  | 6325   |
| 2     | Jane Flemming          | AUS  | 6317   |
| 3     | Catherine Bond-Mills   | CAN  | 6193   |
| 4     | Joanne Henry           | NZL  | 6121   |
| 5     | Jennifer Kelly         | ENG  | 5658   |
| 6     | Najuma Fletcher        | GUY  | 5611   |
| 7     | Kimberley van der Hoek | CAN  | 5467   |
| 8     | Caroline Kola          | KEN  | 5407   |

23. August